# Reial Club Deportiu Espanyol de Barcelona 2022-2023
Questa voce raccoglie le informazioni riguardanti il Reial Club Deportiu Espanyol de Barcelona nelle competizioni ufficiali della stagione 2022-2023.

## Maglie e sponsor
| Casa | Trasferta | Terza maglia |

Sponsor ufficiale: Riviera Maya

Fornitore tecnico: Kelme

## Rosa
In corsivo i calciatori ceduti durante la stagione
| N. |                    | Ruolo | Calciatore                 |
| -- | ------------------ | ----- | -------------------------- |
| 1  | Spagna (bandiera)  | P     | Joan García                |
| 2  | Spagna (bandiera)  | D     | Óscar Gil                  |
| 3  | Spagna (bandiera)  | D     | Adrià Pedrosa              |
| 4  | Uruguay (bandiera) | D     | Leandro Cabrera (capitano) |
| 5  | Spagna (bandiera)  | D     | Fernando Calero            |
| 6  | Spagna (bandiera)  | C     | Pol Lozano                 |
| 6  | Spagna (bandiera)  | C     | Denis Suárez               |
| 7  | Spagna (bandiera)  | A     | Javi Puado                 |
| 8  | Albania (bandiera) | C     | Keidi Bare                 |
| 9  | Spagna (bandiera)  | A     | Joselu                     |
| 10 | Spagna (bandiera)  | C     | Sergi Darder               |
| 12 | Brasile (bandiera) | C     | Vinícius Souza             |
| 13 | Francia (bandiera) | P     | Benjamin Lecomte           |
| 13 | Spagna (bandiera)  | P     | Fernando Pacheco           |
| 14 | Spagna (bandiera)  | D     | Brian Oliván               |
| 15 | Spagna (bandiera)  | D     | José Gragera               |
| 16 | Spagna (bandiera)  | C     | José Carlos Lazo           |

| N. |                      | Ruolo | Calciatore            |
| -- | -------------------- | ----- | --------------------- |
| 17 | Danimarca (bandiera) | A     | Martin Braithwaite    |
| 18 | Francia (bandiera)   | D     | Ronaël Pierre-Gabriel |
| 19 | Spagna (bandiera)    | A     | Dani Gómez            |
| 20 | Spagna (bandiera)    | C     | Edu Expósito          |
| 21 | Spagna (bandiera)    | C     | Nico Melamed          |
| 22 | Spagna (bandiera)    | C     | Aleix Vidal           |
| 23 | Messico (bandiera)   | D     | César Montes          |
| 24 | Spagna (bandiera)    | D     | Sergi Gómez           |
| 25 | Spagna (bandiera)    | P     | Álvaro Fernández      |
| 26 | Marocco (bandiera)   | D     | Omar El Hilali        |
| 27 | Spagna (bandiera)    | D     | Rubén Sánchez         |
| 28 | Spagna (bandiera)    | D     | Simo                  |
| 30 | Italia (bandiera)    | A     | Luca Koleosho         |
| 31 | Spagna (bandiera)    | C     | Dani Villahermosa     |
| 32 | Marocco (bandiera)   | A     | Nabil Touaizi         |
| 33 | Spagna (bandiera)    | A     | Kenneth Soler         |
| 35 | Spagna (bandiera)    | C     | Roger Martínez        |

## Risultati

### Primera División

#### Girone di andata
| Arbitro: | Ortiz Arias |

|                                |           |                           |
| Iago Aspas 45+2’ Paciência 63’ | Marcatori | 72’ Expósito 90+8’ Joselu |

| Arbitro: | Figueroa Vázquez |

|  |           |                      |
|  | Marcatori | 40’ Palazón 59’ Ciss |

| Arbitro: | Melero López |

|            |           |                                  |
| Joselu 43’ | Marcatori | 12’ Vinícius 88’, 90+10’ Benzema |

| Arbitro: | Martinez Munuera |

|  |           |                 |
|  | Marcatori | 83’ Braithwaite |

| Arbitro: | Cuadra Fernández |

|                                     |           |                            |
| Joselu 45+4’ (rig.) Braithwaite 62’ | Marcatori | 1’ Lamela 26’, 45’ Carmona |

| Arbitro: | del Cerro Grande |

|                        |           |              |
| Méndez 17’ Sørloth 29’ | Marcatori | 19’ Expósito |

| Arbitro: | Pizarro Gómez |

|                       |           |                           |
| Joselu 56’ Darder 83’ | Marcatori | 53’ Paulista 90+6’ Cömert |

| Arbitro: | Hernández Hernández |

|                           |           |                 |
| Chust 41’ Lucas Pérez 78’ | Marcatori | 51’, 67’ Joselu |

| Arbitro: | Mateu Lahoz |

|            |           |  |
| Joselu 78’ | Marcatori |  |

| Arbitro: | Melero López |

|             |           |  |
| Budimir 55’ | Marcatori |  |

| Arbitro: | Munuera Montero |

|                           |           |                          |
| Puado 24’ Braithwaite 67’ | Marcatori | 11’ Pere Milla 82’ Verdú |

| Arbitro: | de Mera Escuderos |

|            |           |          |
| Muriqi 48’ | Marcatori | 70’ Lazo |

| Arbitro: | Pulido Santana |

|                |           |               |
| João Félix 78’ | Marcatori | 62’ S. Darder |

| Arbitro: | Iglesias Villanueva |

|  |           |                    |
|  | Marcatori | 64’ (aut.) Lecomte |

| Arbitro: | Mateu Lahoz |

|           |           |                   |
| Alonso 7’ | Marcatori | 73’ (rig.) Joselu |

| Arbitro: | del Cerro Grande |

|                      |           |                               |
| Puado 51’ Joselu 76’ | Marcatori | 32’ Toni Villa 85’ Y. Herrera |

| Arbitro: | Figueroa Vázquez |

|              |           |           |
| Enes Ünal 7’ | Marcatori | 6’ Joselu |

| Arbitro: | González Fuertes |

|                 |           |  |
| Braithwaite 43’ | Marcatori |  |

| Arbitro: | Villanueva |

|                                      |           |              |
| Suárez 7’ Baptistão 61’ Portillo 77’ | Marcatori | 90+3’ Joselu |

#### Girone di ritorno
| Arbitro: | Gil Manzano |

|                 |           |             |
| Braithwaite 59’ | Marcatori | 45’ Budimir |

| Arbitro: | Muñiz Ruiz |

|                       |           |                                         |
| Darder 74’ Oliván 87’ | Marcatori | 23’ Kubo 51’ Sørloth 63’ (aut.) Cabrera |

| Arbitro: | Del Cerro Grande |

|  |           |                  |
|  | Marcatori | 92’ Sergi Darder |

| Arbitro: | Alberola Rojas |

|                      |           |            |
| Braithwaite 22’, 51’ | Marcatori | 41’ Muriqi |

| Arbitro: | Pizarro Gómez |

|                           |           |                 |
| I. Sánchez 25’ Aguado 62’ | Marcatori | 87’ Braithwaite |

| Arbitro: | Figueroa Vázquez |

|                                        |           |           |
| Vinícius 22’ Militão 39’ Asensio 90+3’ | Marcatori | 8’ Joselu |

| Arbitro: | Cuadra Fernández |

|             |           |                                              |
| Gragera 86’ | Marcatori | 26’ Veiga 45’ (rig.) Iago Aspas 82’ C. Pérez |

| Arbitro: | Ortiz Arias |

|                             |           |                 |
| Arnau 53’ Stuani 88’ (rig.) | Marcatori | 74’ Braithwaite |

| Arbitro: | Munuera Montero |

|            |           |                                 |
| Darder 90’ | Marcatori | 22’ I. Williams 75’ N. Williams |

| Arbitro: | Hernández Hernández |

|                                    |           |            |
| Pérez 27’ Miranda 34’ Carvalho 69’ | Marcatori | 48’ Montes |

| Cornellà de Llobregat 21 aprile 2023, ore 14:00 CEST 30ª giornata | Espanyol         | 0 – 0 referto | Cadice | RCDE Stadium (28 512 spett.)\| Arbitro: \| Martínez Munuera \| |
| Arbitro:                                                          | Martínez Munuera |               |        |                                                                |

| Arbitro: | Soto Grado |

|                                          |           |                      |
| Capoue 53’, 90+2’ Parejo 63’ Jackson 80’ | Marcatori | 45’ Puado 73’ Joselu |

| Arbitro: | Sánchez Martínez |

|            |           |  |
| Joselu 38’ | Marcatori |  |

| Arbitro: | Alberola Rojas |

|                                      |           |                            |
| Gil 22’ Ocampos 69’ (rig.) Gueye 88’ | Marcatori | 29’ (aut.) Rekik 43’ Puado |

| Arbitro: | De Burgos Bengoetxea |

|                        |           |                                           |
| Puado 73’ Joselu 90+2’ | Marcatori | 11’, 40’ Lewandowski 20’ Balde 53’ Koundé |

| Arbitro: | Hernández Hernández |

|              |           |                        |
| De Tomás 42’ | Marcatori | 23’ Darder 59’ Melamed |

| Arbitro: | Melero López |

|                                                 |           |                                     |
| C. Montes 64’ Joselu 76’ (rig.) V. De Souza 79’ | Marcatori | 21’ Saúl 44’ Griezmann 46’ Carrasco |

| Arbitro: | Gil Manzano |

|                      |           |                            |
| López 38’ Lino 90+3’ | Marcatori | 40’ Montes 50’ Braithwaite |

| Arbitro: | Soto Grado |

|                                           |           |                                   |
| Puado 13’ Pierre-Gabriel 49’ Koleosho 73’ | Marcatori | 10’ Touré 58’, 87’ (rig.) Embarba |

### Coppa di Spagna
| Arbitro: | Pizarro Gómez |

|               |           |                                   |
| de Marcos 27’ | Marcatori | 60’ Puado 70’ Expósito 83’ Joselu |

| Arbitro: | Soto Grado |

|  |           |             |
|  | Marcatori | 80’ Melamed |

| Arbitro: | Juan Martínez Munuera |

|                                   |           |               |
| Puado 53’ Darder 97’ Melamed 118’ | Marcatori | 15’ Paciência |

| Arbitro: | Pulido Santana |

|               |           |  |
| de Marcos 27’ | Marcatori |  |